# (19211) 1993 DM
1993 دي أم (ويعرف أيضًا باسم (19211) 1993 دي أم وفق تسمية الكوكب الصغير) (بالإنجليزية: 1993 DM)‏ هو كويكب ضمن حزام الكويكبات؛ وترتيبه 19211 من حيث الاكتشاف.
اكتُشف هذا الجُرم الفلكي بواسطة هيروشي كانيدا في 21 فبراير 1993.

## وصلات خارجية
- (19211) 1993 DM في قاعدة بيانات مختبر الدفع النفاث لأجرام النظام الشمسي الصغيرة

- الاكتشاف · مخطط المدار ·  العناصر المدارية · المعلمات المادية

- (19211) 1993 DM على موقع ويكي سكاي: DSS2, SDSS, GALEX, IRAS, Hydrogen α, X-Ray, Astrophoto, Sky Map, Articles and images